# چاله‌کند
https://www.instagram.com/chalehkand1?igsh=dHNvZnNya3F3ZWpo
چاله‌کند (همدان)، روستایی از توابع بخش گل‌تپه شهرستان کبودرآهنگ در استان همدان ایران است.chalehkand1@
https://www.instagram.com/chalehkand1?igsh=dHNvZnNya3F3ZWpo

## جمعیت
این روستا در دهستان علی‌صدر قرار دارد و براساس سرشماری مرکز آمار ایران در سال ۱۳۹۵، جمعیت آن ۴۰۰ نفر (۱۰۸ خانوار) بوده‌است.
پیج اینستا گرام روستای چاله کند https://instagram.com/chalehkand1?igshid=YmMyMTA2M2Y=
1. ↑  «درگاه ملی آمار > سرشماری عمومی نفوس و مسکن > نتایج سرشماری > جمعیت به تفکیک تقسیمات کشوری سال 1395». www.amar.org.ir. دریافت‌شده در ۲۰۱۸-۰۴-۰۶.

- «نتایج سرشماری عمومی نفوس و مسکن ۱۳۸۵». درگاه ملی آمار ایران. بایگانی‌شده از اصلی در ۱ ژانویه ۲۰۱۳. دریافت‌شده در ۱ ژانویه ۲۰۱۳.